# Kraljeva vojna mornarica
Kraljeva vojna mornarica (angleško Royal Navy; kratica RN) je vojna mornarica Združenega kraljestva. Je najstarejša veja oboroženih sil in hkrati tudi najstarejša delujoča vojna mornarica na svetu. Danes je v sestavi Pomorske službe.

## Poimenovanje
Kot najstarejša vojna mornarica kraljevin RN nima v nazivu nobene geografske oznake izvora, medtem ko jo druge kraljeve vojne mornarice imajo (na primer Kraljeva kanadska vojna mornarica).